# Política de Bélgica
La política de Bélgica se basa en el federalismo, la democracia representativa y la monarquía constitucional. El jefe de Estado es el rey de los belgas (desde 2013 Felipe), mientras que el jefe de Gobierno es el primer ministro (desde 2025 Bart De Wever de la Nueva Alianza Flamenca).
Los poderes están descentralizados entre el nivel Federal, tres comunidades lingüísticas (de lengua flamenca, francesa y alemana) y tres regiones (Flandes, Valonia y Bruselas-Capital).
El Parlamento Federal belga es bicameral, la Cámara de Representantes (cámara baja) y el Senado (cámara alta). Los partidos políticos están divididos en francohablantes y neerlandohablantes, por ejemplo el Mouvement Réformateur y su contraparte, el Open-Vld), aparte de pocos como el partido Partido del Trabajo de Bélgica.